# 阿尔卡季·罗滕贝格
阿尔卡季·罗曼诺维奇·罗滕贝格（俄語：Аркадий Романович Ротенберг，羅馬化：Arkady Romanovich Rotenberg，1951年12月15日—），俄罗斯商人、亿万富翁，俄罗斯最大的油气管道和供电线建设公司Stroygazmontazh的持有人，俄罗斯现任总统弗拉基米尔·普京的密友。2017年福布斯估算其资产为25亿美元，乌克兰危机期间受到美国制裁。2021年普京宫曝光后，罗滕贝格宣称该别墅属于自己。